# Petrell de Hornby
El petrell de Hornby (Oceanodroma hornbyi) és un ocell marí de la família dels hidrobàtids (Hydrobatidae) que cria en caus a zones desèrtiques de les muntanyes costaneres del nord de Xile. La resta de l'any porta una vida pelàgica a la llarga de la costa sud-americana del Pacífic, des de l'Equador fins al centre de Xile.